# Ocotea dielsiana
Ocotea dielsiana är en lagerväxtart som beskrevs av Oswald Schmidt. Ocotea dielsiana ingår i släktet Ocotea och familjen lagerväxter. Inga underarter finns listade i Catalogue of Life.